# Krautsand (Insel)
Die Insel Krautsand liegt am linken Ufer der Unterelbe und gehört zu Niedersachsen. Sie war früher eine eigene Gemeinde, gehört aber seit dem 1. April 1936 zur Gemeinde Drochtersen.

## Beschreibung und Entstehung
Die Insel Krautsand ist aus mehreren Elbinseln bzw. Sanden entstanden, die zum Teil durch natürliche Prozesse, zum Teil durch menschliches Eingreifen zusammengewachsen sind. 
Dies sind Kahlesand und Wischhafenersand im Nordwesten, der ursprüngliche Krautsand (mit den noch heute so genannten Gebieten Westende und Ostende, die jetzt allerdings im Inneren der Insel liegen), Gauensiekersand südlich der Krautsander Binnenelbe sowie dem Asseler Sand am Südostende. Nicht mit der Insel verbunden ist der Schwarztonnensand.
Der Hauptzugang zur Insel liegt an der Westseite. Dort überquert die Straße von Drochtersen kommend die nur wenige Meter breite Wischhafener Süderelbe. Im Süden wird Krautsand durch den Ruthenstrom vom Naturschutzgebiet Asseler Sand getrennt. Die beiden Inseln sind durch die Brücke des Ruthenstromsperrwerks miteinander verbunden. Im Norden kann temporär die Brücke des Sperrwerks Wischhafen zu Fuß oder mit dem Rad genutzt werden.

## Geschichte und Einwohner
Die ehemalige Gemeinde wurde am 1. April 1936 nach Drochtersen eingemeindet.
1952 wurde der spätere Brigadegeneral des Heeres der Bundeswehr, Jürgen Beyer, in Krautsand geboren.
Früher war die Einwohnerzahl fast doppelt so groß wie heute, nämlich 911 zur Volkszählung am 1. Dezember 1910. Am 31. Dezember 2011 betrug die Einwohnerzahl 495. 
Auf der Insel wohnt und arbeitet der Bildhauer Jonas Kötz. Markenzeichen seiner hölzernen Skulpturen sind runde Nasen, Köpfe und Körper. Bekannt ist Jonas Kötz auch für seine Geschichten für die Sesamstraße. Eine seiner Skulpturen steht öffentlich zugänglich in Flensburg-Sonwik.

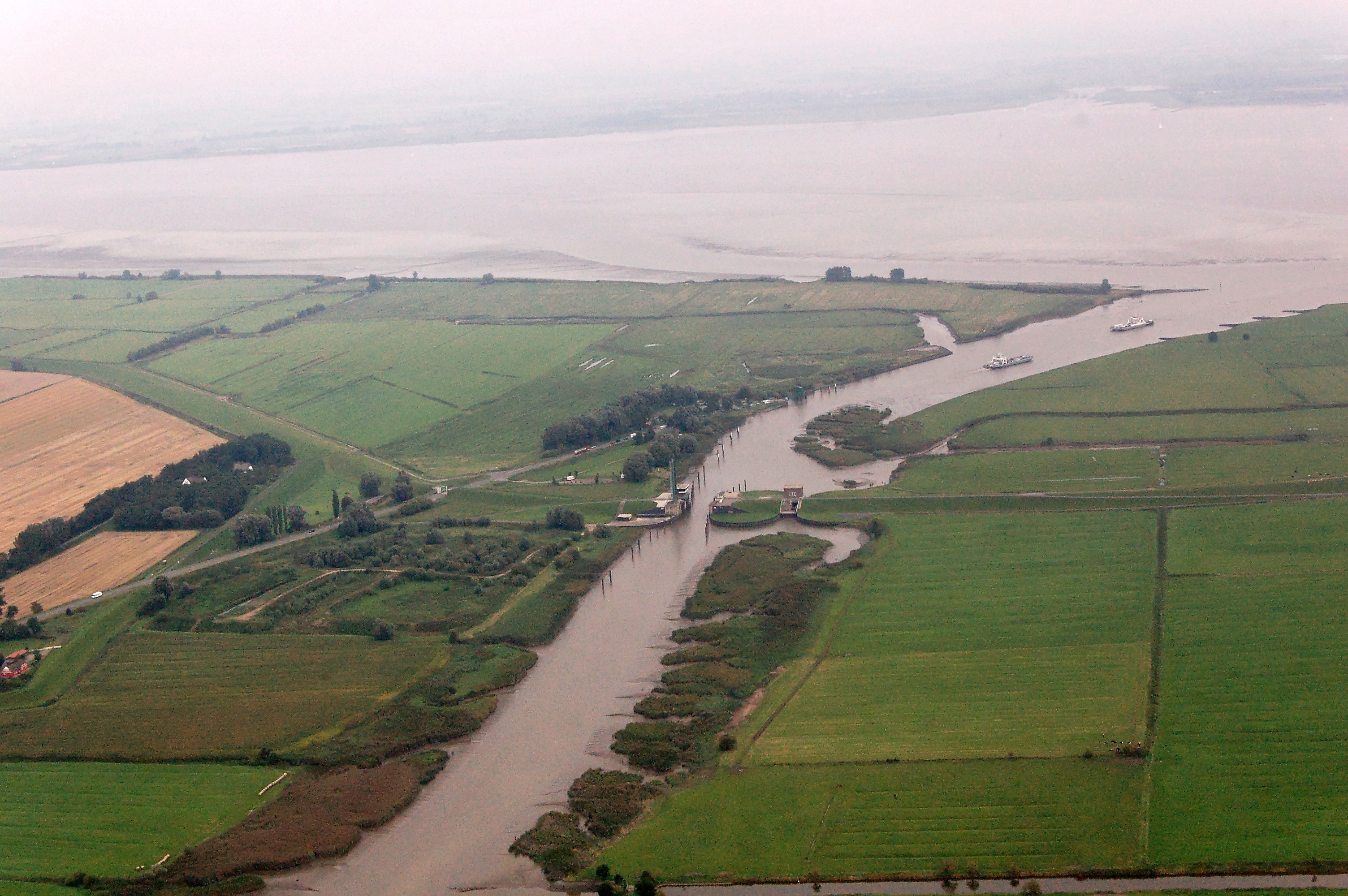
Nordwestspitze von Krautsand (rechts), vom Festland getrennt durch die Wischhafener Süderelbe
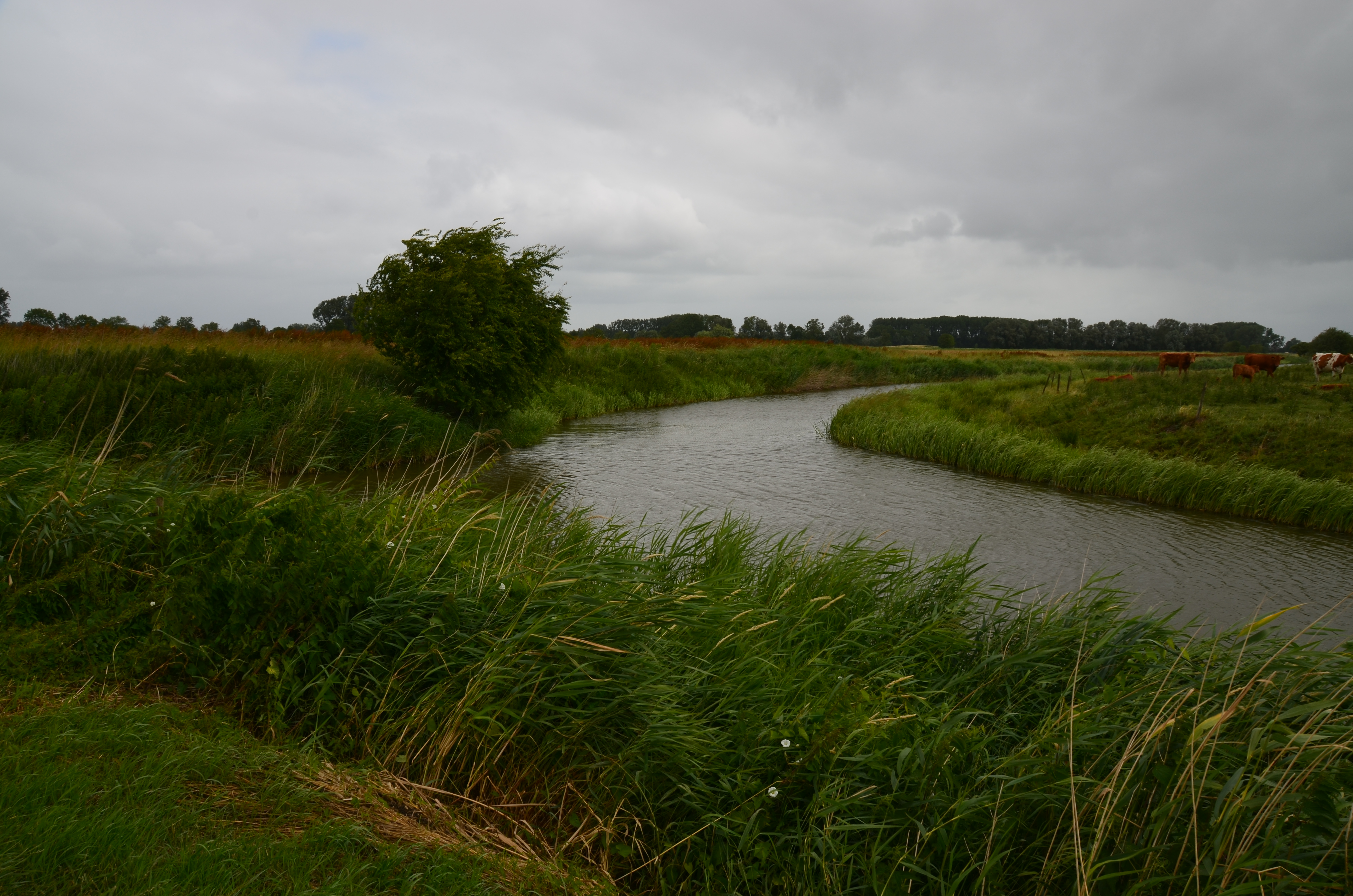
Die Krautsander Binnenelbe zwischen Krautsand (links) und Gauensieker Sand (rechts)
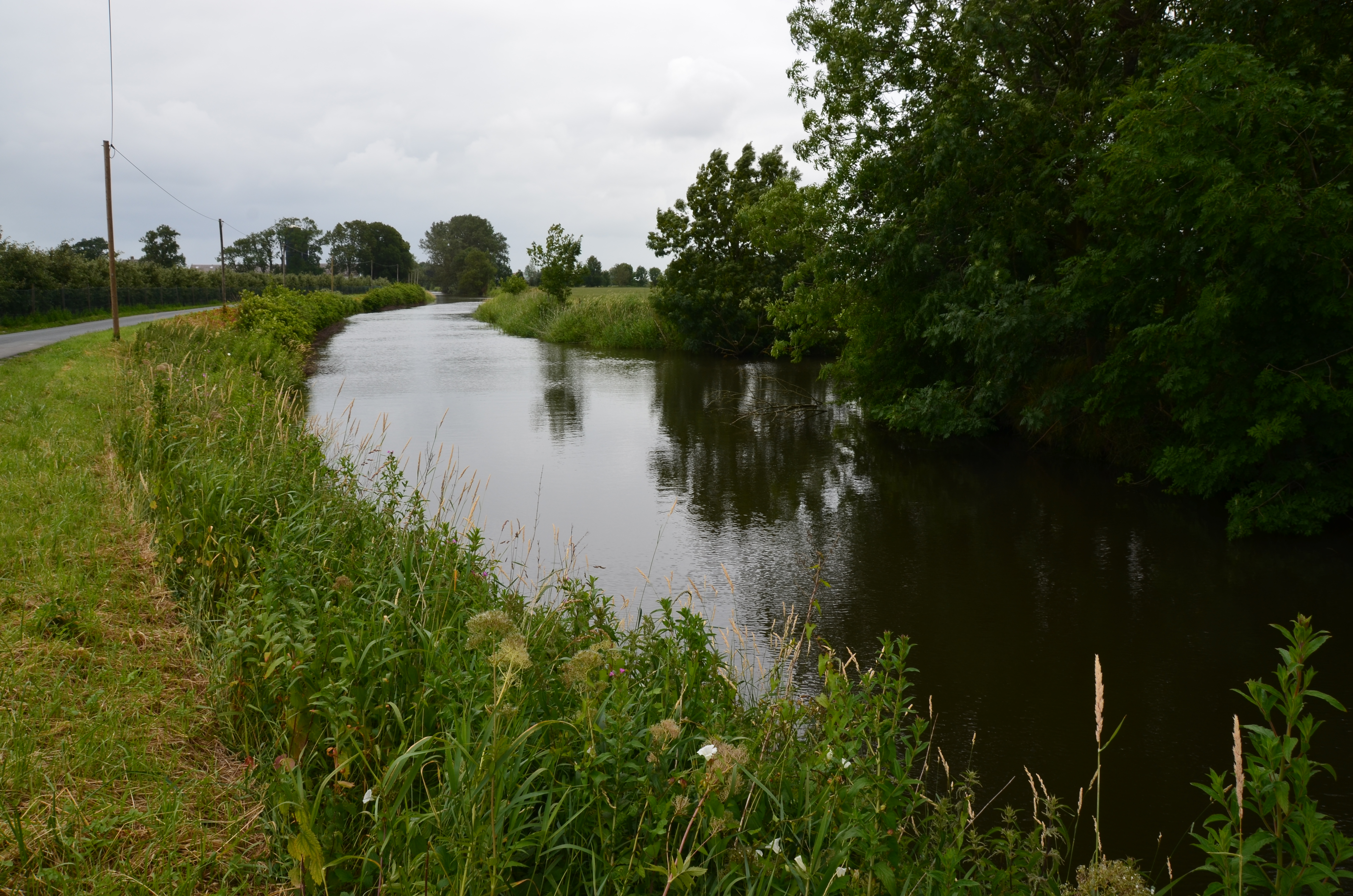
Das Sandloch am Rande des Wischhafener Sandes
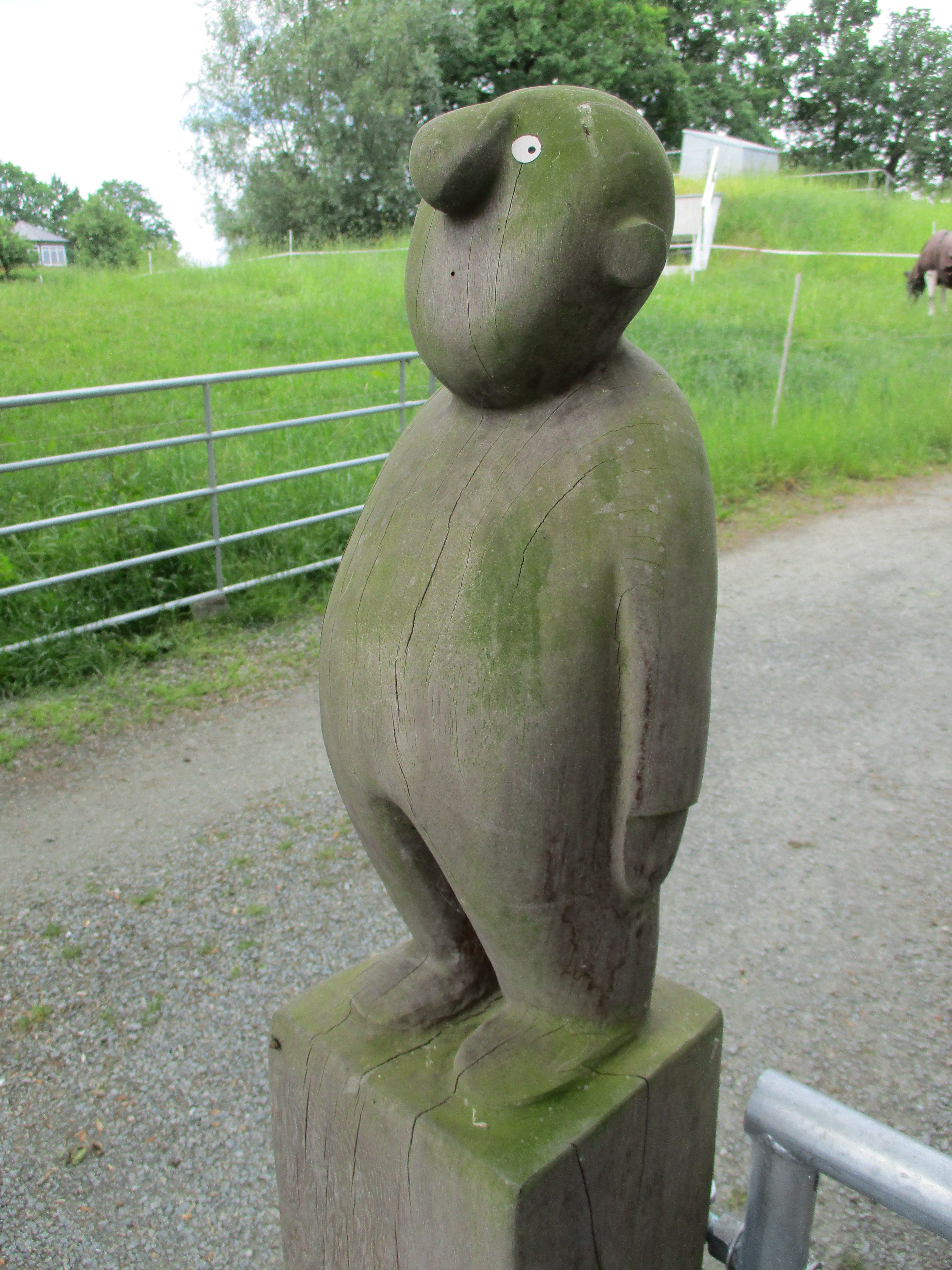
Holz-Skulptur am Deich

## Historische Kulturlandschaft
Krautsand ist eine 30 km² große historische Kulturlandschaft von landesweiter Bedeutung innerhalb des Kulturlandschaftsraums Elbmarschen. Diese Zuordnung zu den Kulturlandschaften in Niedersachsen hat der Niedersächsische Landesbetrieb für Wasserwirtschaft, Küsten- und Naturschutz (NLWKN) 2018 getroffen. Ein besonderer, rechtlich verbindlicher Schutzstatus ist mit der Klassifizierung nicht verbunden.